# Treat People with Kindness
Singles de Harry Styles
Golden
(2020) As It Was
(2022)
Clip vidéo
[vidéo] « Treat People With Kindness », sur YouTube
Treat People with Kindness est une chanson du chanteur anglais Harry Styles sortie initialement le 13 décembre 2019 sur l'album Fine Line sous les labels Columbia Records et Erskine. 
La chanson est d'abord sortie le 13 décembre 2019 dans l'album sous les labels Columbia et Erskine Records et inclus les chœurs du groupe new yorkais Lucius. La chanson fut ensuite sortie en tant que sixième single de l'album Fine Line le 1er janvier 2021, accompagnée d'un clip vidéo réalisé sous la direction de Gabe et Ben Turner et en présence de l'actrice Phoebe Waller-Bridge. Dans une interview avec Music Week, Harry Styles explique s'être inspiré de David Bowie pour cette chanson, la présentant comme étant un "hommage".

## Contexte
Styles s'est inspiré pour écrire la chanson après avoir adopté la phrase comme slogan pour sa première tournée. Elle est écrite pendant la fin des sessions d'enregistrement de l'album avec le producteur Jeff Bhasker et le compositeur Ilsey Jober.
Les chanteuses du groupe Lucius, Jess Wolfe et Holly Laessig, sont invitées au studio pour travailler avec Styles sur une autre chanson ; pendant leurs sessions, le chanteur anglais leur demande de chanter sur l'enregistrement instrumental et il enregistre sa voix. Comme l'a noté le groupe, la voix des femmes est un élément central de la chanson ; dans une interview indépendante accordée au Los Angeles Times, le duo déclare avoir demandé à Styles d'être crédité en tant qu'artiste principal. 

## Clip
Le clip est réalisé par Gabe et Ben Turner, qui ont déjà travaillé avec Harry Styles. Il est sorti le 1er janvier 2021 et met en scène l'actrice et scénariste Phoebe Waller-Bridge.
Turner explique que c'est Harry Styles qui a personnellement demandé à l'actrice d'apparaître dans le clip. Turner explique aussi que le style de danse présent dans le clip est inspiré par la scène de danse de Nicholas Brothers dans Stormy Weather, un film de 1943. Le chorégraphe Paul Roberts explique qu'il s'est également inspiré de Fred Astaire et Gene Kelly.

## Distinctions
| Année | Organisation           | Prix              | Résultats  | Références |
| ----- | ---------------------- | ----------------- | ---------- | ---------- |
| 2021  | MTV Video Music Awards | Best Pop          | Nomination | [ 8 ]      |
| 2021  | MTV Video Music Awards | Best Choreography | Lauréat    | [ 8 ]      |
| 2021  | MTV Video Music Awards | Best Editing      | Nomination | [ 8 ]      |

## Classements
| Nom du classement (2019–2021)           | Position |
| --------------------------------------- | -------- |
| Colombie (Monitor Latino)               | 15       |
| Costa Rica (Monitor Latino)             | 5        |
| Croatie (HRT)                           | 46       |
| République dominicaine (Monitor Latino) | 19       |
| Équateur (Monitor Latino)               | 16       |
| Lithuania (AGATA)                       | 90       |
| Nouvelle Zélande Hot Singles (RMNZ)     | 8        |
| Paraguay (Monitor Latino)               | 13       |
| Royaume-Uni (UK Download Chart)         | 27       |
| Uruguay (Monitor Latino)                | 8        |